# Lukas Fienhage
Lukas Fienhage (ur. 12 września 1999 w Löhne) – niemiecki żużlowiec, występujący również na długim torze i na trawie.

## Życiorys
Złoty medalista indywidualnych mistrzostw świata na długim torze (2020). Trzykrotny medalista drużynowych mistrzostw świata na długim torze: złoty (2017) oraz dwukrotnie srebrny (2018, 2019). Finalista indywidualnych mistrzostw świata juniorów (Pardubice 2020 – X miejsce).
W sezonie 2021 zawodnik Wybrzeża Gdańsk. W rozgrywkach ligowych w sezonie 2022 reprezentował Polonie Piła.